# Motor Sič
Motor Sič (ukrajinsky  Мотор Січ) je letecký výrobce, který sídlí v Záporoží na Ukrajině. Vyrábí se zde především letecké reaktivní motory, ale také průmyslové plynové turbíny. Za dob Sovětského svazu byl Motor Sič čistě výrobní závod, který produkoval motory navržené konstrukčními kancelářemi. Společnost také provozuje leteckou společnost s názvem Motor Sich Airlines.
Mezi hlavní produkty patří dvouproudový motor Progress D-18T, který pohání nákladní letouny Antonov An-124 a An-225, i když motory Ivčenko Progress D-36/Ivčenko Progress D-436 zůstávají v rámci SNS nejvíce vyráběné.
Vyrábějí se zde dvouproudové, turbovrtulové i turbohřídelové motory pro letouny, které slouží v Rusku, jako např. vojenské vrtulníky značek Mil a Kamov.
V roce 2017 čínská společnost Beijing Skyrizon Aviation koupila 41% podílu v Motoru Sič, ale v srpnu 2017 ukrajinský soud toto zmrazil z důvodů bezpečnosti státu. Beijing Skyrizon Aviation souhlasila s investicí 250 milionů dolarů do ukrajinských továren a zřídit montážní a servisní středisko ve městě Čchung-čching na jihozápadě Číny.